# 질레트 스타디움
질레트 스타디움(Gillette Stadium)은 미국의 다목적 경기장이다. NFL 뉴잉글랜드 패트리어츠와 MLS 뉴잉글랜드 레벌루션의 홈경기장이다.
원래 이름은 CMGI 필드였으나 질레트가 명명권을 획득해 현재의 이름을 갖게 됐다. 첫 경기는 2002년 5월 11일 열린 뉴잉글랜드 레벌루션의 축구 경기였으며, 그 해 9월 5일 영국의 록 밴드 롤링 스톤스가 이곳에서 공연을 했다. 나흘 뒤인 9월 9일 정식 개장식을 치렀다.